# Karola Fettweis

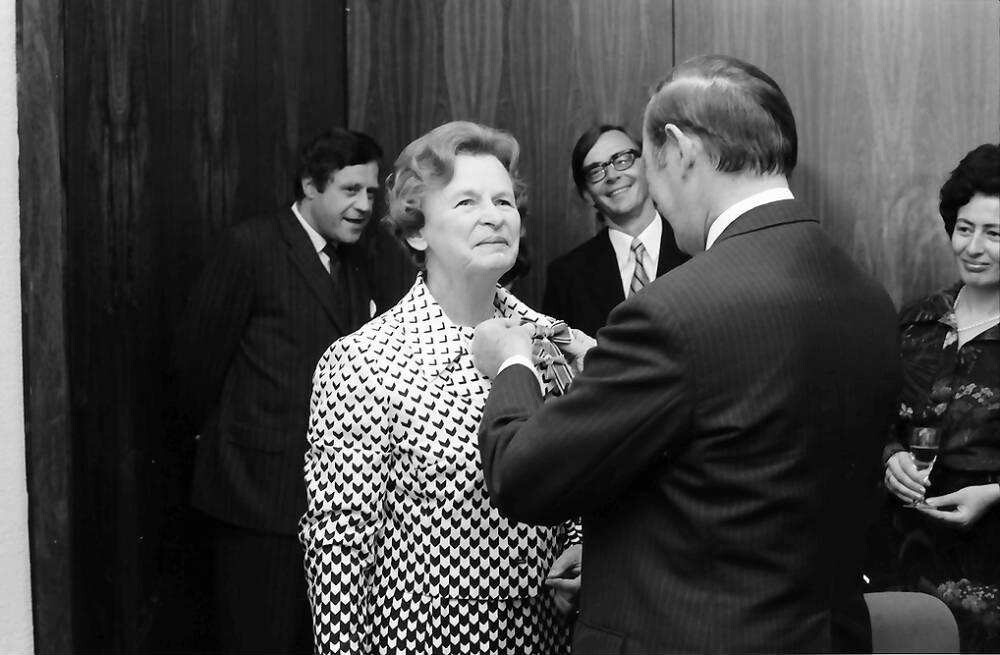
Verleihung des Großen Bundesverdienstkreuzes an Karola Fettweis (1975)

Karola Fettweis (* 14. Dezember 1909 in Essen; † 17. Mai 1994 in Freiburg) war eine deutsche Juristin und Rechtsanwältin, die sich besonders für eine Reform des Ehe- und Familienrechts einsetzte. Sie war die erste Frau in Deutschland, die zur Präsidentin einer Rechtsanwaltskammer berufen wurde und war Trägerin des großen Bundesverdienstkreuzes.

## Leben
Karola Fettweis wuchs unter ärmlichen Umständen in Essen auf. Ihre Eltern waren Helma Fettweis und der Kaufmann Karl Fettweis. Dank des Einsatzes ihres Lateinlehrers, gelang es Fettweis, ein Stipendium an der Universität in Essen zu erlangen. Zur Finanzierung ihres Studiums nahm sie ein Darlehen auf, war allerdings auch als Werkstudentin tätig.
Im Wintersemester 1929 immatrikulierte sich Fettweis zunächst an der philosophischen Fakultät der Universität Freiburg. 1930 wechselte sie nach Hamburg und begann dort zusätzlich das Studium der Rechtswissenschaft. Anschließend kehrte sie jedoch nach Freiburg zurück und fokussierte sich vollständig auf ihre juristische Ausbildung. Zu ihren Professoren gehörten unter anderem Professor Fritz Pringsheim und Professor Bertalan Schwarz, die beide später unter dem nationalsozialistischen Regime zur Emigration gezwungen wurden. 1932 wechselte Fettweis erneut den Studienort an die Universität Marburg, wo sie den Schwerpunkt ihres Studiums auf das Bürgerliche Recht und das Wirtschaftsrecht legte.
Am 22. Juni 1933 bestand sie das Referendarexamen mit der Note „vollbefriedigend“ und absolvierte anschließend ab dem 9. November 1933 am Amtsgericht Essen die erste Station ihres Vorbereitungsdienstes. Ebenfalls 1933 promovierte sie mit einer Dissertation über ein rechtshistorisches Thema, das sich mit Fragen des mittelalterlichen deutschen Rechts beschäftigte. Ihr Studium und ihre Promotion fanden in einer Zeit statt, in der nur wenige Frauen an Universitäten zugelassen waren, insbesondere in einem traditionell männlich dominierten Fach wie der Rechtswissenschaft.

## Beruflicher Werdegang

### NS-Zeit
Nachdem sie am 15. Februar 1938 in Berlin die Große Staatsprüfung bestand, ersuchte Fettweis die Zulassung zur Rechtsanwaltsanwärterin. Das Ersuchen wurde allerdings abgewehrt, da Frauen in der NS-Zeit nicht in der Justiz geduldet wurden. Fettweis konnte allerdings als Hilfsarbeiterin in der Kanzlei von Maria Plum arbeiten und jedenfalls vertretungsweise und im Namen ihrer männlichen Kollegen vor Gericht auftreten, da zumindest in Freiburg das Vertretungsverbot nicht streng umgesetzt wurde.

### Nachkriegszeit
Im Jahr 1946 erhielt Fettweis die Zulassung zur Rechtsanwältin und arbeitete mit Spezialisierung auf das Ehe- und Familienrecht weiterhin in der Kanzlei Maria Plums. Die als „Löwentruppe“ bekannte Arbeitsgemeinschaft bestehend aus Fettweis, Plum und weiteren organisierte juristische Ausschüsse mit Freiburger Frauenorganisationen und sozialen Einrichtungen.
Aufgrund ihrer Kompetenz im juristischen Sinne wurde sie 1968 vom Bundesminister der Justiz in die Ehrerechtskommission berufen, welche damit beauftragt war, das Scheidungs- und Namensrecht im Hinblick auf die Gleichstellung der Frau zu prüfen und zu überarbeiten. Fettweis war unter den 15 Mitgliedern die einzige Frau. 1962 wurde sie außerdem in den Vorstand der Freiburger Rechtsanwaltskammer berufen und besetzte ab 1970 als erste Frau für 10 Jahre das Amt der Präsidentin der Freiburger Rechtsanwaltskammer.

## Ehrungen
Im Jahr 1970 erhielt Fettweis das Bundesverdienstkreuz erster Klasse. Fünf Jahre später, am 2. Juni 1975, überreicht  Ministerpräsident Filbinger ihr das Große Bundesverdienstkreuz.